# 1248 w literaturze
Wydarzenia literackie w 1248 roku.

## Wydarzenia
- Z rozkazu byłego cesarza Japonii Go-Saga, rozpoczęto tworzenie zbioru japońskiej poezji waka, który ukończono w 1251 roku, znanego jako Shokugosen Wakashū.

## Urodzili się
- Piotr Jan Olivi, francuski zakonnik i pisarz (zm. 1298)
- Gao Kegong, chiński poeta (zm. 1310)
- Józef ben Abraham Gikatilla, hiszpański teolog (zm. po 1305)

## Zmarli
- Al-Qifti, egipski historyk i encyklopedysta (ur. ok. 1172)
- Robert Bacon, angielski pisarz (rok narodzin nieznany)
- John Blund, angielski filozof (ur. ok. 1175)
- Andrieu Contredit d'Arras, francuski truwer (ur. ok. 1200)
- Richard Fishacre, angielski teolog (ur. ok. 1200)
- Hachijō-in Takakura, japoński poeta (ur. ok. 1176)
- Koga Michiteru, japoński poeta (ur. 1187)
- Shams Tabrizi, perski poeta (ur. 1185)